# Aeroporto di Lione Saint Exupéry
L'Aeroporto di Lione Saint-Exupéry (IATA: LYS, ICAO: LFLL) è un aeroporto francese situato nel territorio del comune di Colombier-Saugnieu, a 25 km ad est di Lione, nel dipartimento del Rodano. Con di 11.739.600 passeggeri nel 2019, è il quarto aeroporto più grande della Francia dopo Parigi Charles de Gaulle, Parigi Orly e Nizza Costa Azzurra.

## Storia
La costruzione dell'aeroporto iniziò verso la fine degli anni sessanta, per far fronte alla progressiva saturazione del vecchio aeroporto di Lione-Bron. Fu inaugurato dal presidente della Repubblica francese Valéry Giscard d'Estaing il 12 aprile 1975.
Il 29 giugno 2000, nel centenario della nascita, l'aeroporto è stato intitolato all'aviatore e scrittore francese Antoine de Saint-Exupéry, nativo di Lione; in precedenza l'aeroporto era chiamato Lyon Satolas per la vicinanza con la cittadina di Satolas-et-Bonce.

## Strategia
L'aeroporto di Lione è il quarto aeroporto francese per traffico passeggeri, è un importante scalo di coincidenze e dispone di una moderna stazione per treni TGV progettata da Santiago Calatrava.

## Collegamenti con Lione
Dal terminal parte una ferrovia leggera che collega l'aeroporto con la stazione di Lione Saint Exupéry TGV e la città di Lione connettendosi con la sua rete tranviaria.